# Houston County, Alabama
Houston County är ett administrativt område i delstaten Alabama, USA, med 101 547 invånare. Den administrativa huvudorten (county seat) är Dothan. 

## Geografi
Enligt United States Census Bureau har countyt en total area på 1 507 km². 1 504 km² av den arean är land och 3 km² är vatten.
En mindre del av Fort Rucker är belägen i countyt.

### Angränsande countyn
- Henry County - nord
- Early County, Georgia - öst
- Seminole County, Georgia - sydöst
- Jackson County, Florida - syd
- Geneva County - väst
- Dale County - nordväst

### Orter
- Ashford
- Avon
- Columbia
- Cottonwood
- Cowarts
- Dothan (huvudort, delvis i Dale County, delvis i Henry County)
- Gordon
- Kinsey
- Madrid
- Rehobeth
- Taylor (delvis i Geneva County)
- Webb